# Bronx Cheers
Bronx Cheers ist ein US-amerikanischer Kurzfilm von Raymond De Felitta aus dem Jahr 1990. Der Film war für den Oscar nominiert.

## Inhalt
Die Bronx, 1945: Der junge Danny Di Palma kehrt als Soldat aus dem Zweiten Weltkrieg zurück. In einer Bar trifft er neben Freund Freddy auch den inzwischen in die Jahre gekommenen Boxer Walter Lagranegra, der ihn noch aus Kindertagen kennt. Walter erinnert sich an Danny, der damals Gedichte geschrieben hat. Nun spielt Danny ihm auf seine nachdrückliche Forderung ein selbstgeschriebenes Lied vor, will er doch Songwriter werden. Walter ist tief gerührt.
Am nächsten Tag erscheint Freddy bei Dannys Haus, solle er doch unbedingt zum Boxstall mitkommen. Es stellt sich heraus, dass Walter, obwohl er besser sein könnte, nur noch in gestellten Boxkämpfen auftritt, bei denen seine Niederlage von vornherein feststeht. Nun weigert sich Walter jedoch, aufzutreten. Danny kann ihn aber aufbauen, sodass Walter das Gute seiner Situation erkennt und den Kampf antritt. Kurz nach dem Kampf erscheint Walter mit seiner Freundin Judy und Musikverleger Milton Gold bei Danny. Milton schuldet Walter noch einen Gefallen, sodass Danny später in Miltons Büro vorspielen kann. Als Milton jedoch während des Spiels einen Anruf entgegennimmt, reagiert Walter empört und verwüstet das Büro. Milton kündigt an, dass Walter und Danny nun auf die schwarze Liste der Musikindustrie gesetzt werden und Danny nie Fuß im Musikgeschäft fassen werde. Tatsächlich verdient Danny später sein Geld als Maler, während Walter weiterhin in zweitklassigen Kämpfen verlieren muss. Judy wiederum wird immer öfter von Walter geschlagen und versucht, bei Danny Trost zu finden, doch weist der sie zurück, ist Walter doch sein Freund.
Danny sieht am Ende nur einen Ausweg, um doch noch Erfolg als Musiker zu haben. Er begibt sich zu Milton, bittet ihn um Entschuldigung und bietet ihm für eine zweite Chance einen Deal an. Milton solle beim nächsten Kampf auf einen Sieg Walters in der ersten Runde durch K. o. setzen, da der gestellte Kampf eigentlich mit Walters Niederlage enden soll. Milton willigt ein. Kurz vor dem Kampf macht Danny Walter klar, dass er eine Affäre mit Judy haben will, auch wenn Judy ihn zurückgewiesen habe. Er schildert die zukünftige Verführung Judys plastisch, sodass Walter sich vor Wut auf ihn stürzen will. Danny rettet sich zum Boxring, wo Walter seine Wut schließlich auf seinen Kontrahenten projiziert und ihn nach wenigen Sekunden K. o. schlägt. Die Bronx feiert Walter nun, während Danny von Milton eine zweite Chance als Songwriter erhält.

## Produktion
Bronx Cheers war das Regiedebüt von Raymond De Felitta, der hier auch erstmals als Drehbuchautor tätig wurde. Die Kostüme schuf Ann Kalb, die Filmbauten stammen von Johnny Knight. Im Film sind die Lieder Woodchopper’s Ball von Woody Herman sowie Ain’t Nobody’s Business If I Do von Billie Holiday zu hören. Den von Sean Stanek gesungenen Titel Don’t Cry schrieb Raymond De Felitta.

## Auszeichnung
Raymond de Felitta und Matthew Gross waren 1991 für und mit Bronx Cheers für einen Oscar in der Kategorie „Bester Kurzfilm“ nominiert.